# Radio Real
Radio Real ist ein evangelikaler nichtkommerzieller privater Hörfunksender in Spittal an der Drau.
Der überkonfessionelle Trägerverein gründete sich 1997 und bewarb sich erfolgreich um eine von zunächst 42 österreichischen Lokalradiolizenzen ab 1. April 1998, die Anfang Dezember 1997 dem Verein zugesprochen wurde. Der Eigenanteil des Programms wird von ehrenamtlichen Laien bestritten.
Die Regulierungsbehörde KommAustria genehmigte 2008 ein „24-Stunden-Spartenprogramm mit religiösen, gesellschaftlichen, kulturellen und sozialen Inhalten und ohne Werbung für eine Zielgruppe von 30 bis 65 Jahren“. Zusammen mit seinem Programmpartner ERF Medien Österreich wird ein Programm im Verhältnis 50:50 aus eigengestalteten und zugelieferten Programmteilen gestaltet, wobei das Schema des eigengestalteten Programms nach Angabe der KommAustria die Schwerpunkte Information, wissenschaftliche Beiträge, biblische Betrachtungen, Andachten, Unterhaltung und christliche Musik beinhaltet.
Der Eigenanteil des Senders sind vier Programmfenster von etwa 14 Stunden täglich unter dem Titel „Musikmix“ mit verschiedenen Musikrichtungen. Das Mantelprogramm in der übrigen Zeit wird durch Programmübernahmen von ERF Plus gestaltet.

## Empfang
Das Programm ist im örtlichen Versorgungsgebiet über den Kleinsender „Radenthein 3“ an der Landstraße 1 über UKW 106,2 MHz mit 0,021 kW ERP zu empfangen, sowie in den örtlichen Kabelnetzen. Auf der Website des Senders wird ein Livestream angeboten.